# Seven Network
Seven Network, Channel Seven eller blot Seven, er en australsk kommerciel tv-kanal, der ejes af Seven Media Group.
Kanalen begyndte sine udsendelser 2. december 1956, da VHF-frekvenser blev etableret i Sydney og Melbourne. Den og er i dag landets største tv-kanal med en seerandel på 23,9 procent. Seven har historisk været den næstmest sete kanal, overgået af Nine Network, men siden 2007 har Seven været den populæreste kanal.
Seven Network sender mange internationale underholdningsformater og tv-serier, bl.a. Dancing with the Stars, Australia's Got Talent, Deal eller No Deal, Desperate Housewives, Lost og Prison Break, men har også produceret egne serier som eksempelvis Mod vinden.